# Aureoboletus
Aureoboletus Pouzar (złotoborowik) – rodzaj grzybów należący do rodziny borowikowatych (Boletaceae). W Polsce występuje jeden rodzimy przedstawiciel tego rodzaju – złotoborowik drobny. Na początku XXI w. na północy Polski (a także na Litwie i Łotwie) pojawił się inwazyjny amerykański gatunek złotoborowik wysmukły (Aureoboletus projectellus), ceniony ze względu na swój smak i fakt, iż rzadko jest zarobaczywiony.

## Systematyka i nazewnictwo
Pozycja w klasyfikacji według Index Fungorum: Boletaceae, Boletales, Agaricomycetidae, Agaricomycetes, Agaricomycotina, Basidiomycota, Fungi.
Takson utworzył Zdeněk Pouzar w 1957 roku.
Gatunki:
- Aureoboletus abruptibulbus (Roody, Both & B. Ortiz) G. Wu & Zhu L. Yang 2016
- Aureoboletus auriflammeus (Berk. & M.A. Curtis) G. Wu & Zhu L. Yang 2016,
- Aureoboletus auriporus (Peck) Pouzar 1957
- Aureoboletus betula (Schwein.) M. Kuo & B. Ortiz 2020
- Aureoboletus catenarius G. Wu & Zhu L. Yang 2016
- Aureoboletus citriniporus (Halling) Klofac 2010
- Aureoboletus clavatus N.K. Zeng & Ming Zhang 2015
- Aureoboletus cramesinus Secr. ex Watling 1965
- Aureoboletus cramesinus Secr. ex Watling 1969
- Aureoboletus duplicatoporus (M. Zang) G. Wu & Zhu L. Yang 2016
- Aureoboletus flavimarginatus (Murrill) Klofac 2010
- Aureoboletus flaviporus (Earle) Klofac 2010
- Aureoboletus formosus Ming Zhang & T.H. Li 2015
- Aureoboletus garciae Ayala-Vásquez & Aguirre-Acosta 2020;
- Aureoboletus gentilis (Quél.) Pouzar 1957 – złotoborowik drobny
- Aureoboletus glutinosus Ming Zhang & T.H. Li 2019
- Aureoboletus griseorufescens Ming Zhang & T.H. Li 2019
- Aureoboletus innixus (Frost) Halling, A.R. Bessette & Bessette 2015
- Aureoboletus liquidus Har. Takah. & Taneyama 2016
- Aureoboletus longicollis (Ces.) N.K. Zeng & Ming Zhang 2015
- Aureoboletus marroninus T.H. Li & Ming Zhang 2015
- Aureoboletus miniatoaurantiacus (C.S. Bi & Loh) Ming Zhang, N.K. Zeng & T.H. Li 2019
- Aureoboletus mirabilis (Murrill) Halling 2015
- Aureoboletus moravicus (Vaček) Klofac 2010
- Aureoboletus nephrosporus G. Wu & Zhu L. Yang 2016
- Aureoboletus novoguineensis Hongo 1973
- Aureoboletus projectellus (Murrill) Halling 2015 – złotoborowik wysmukły
- Aureoboletus quercus-spinosae Ming Zhang & T.H. Li 2017
- Aureoboletus raphanaceus Ming Zhang & T.H. Li 2019
- Aureoboletus reticuloceps M. Zang, M.S. Yuan & M.Q. Gong 1993
- Aureoboletus roxanae (Frost) Klofac 2010
- Aureoboletus rubellus J.Y. Fang, G. Wu & K. Zhao 2019
- Aureoboletus russellii (Frost) G. Wu & Zhu L. Yang 2016
- Aureoboletus shichianus (Teng & L. Ling) G. Wu & Zhu L. Yang 2016
- Aureoboletus singeri (Gonz.-Velázq. & R. Valenz.) Har. Takah. & Taneyama 2016
- Aureoboletus sinobadius Ming Zhang & T.H. Li 2018
- Aureoboletus solus Ming Zhang & T.H. Li 2019
- Aureoboletus subacidus (Murrill ex Singer) Pouzar 1957
- Aureoboletus tenuis T.H. Li & Ming Zhang 2014
- Aureoboletus thibetanus (Pat.) Hongo & Nagas. 1980
- Aureoboletus tomentosus G. Wu & Zhu L. Yang 2016
- Aureoboletus velutipes Ming Zhang & T.H. Li 2019
- Aureoboletus venustus Fang Li, Kuan Zhao & Qing Li Deng 2016
- Aureoboletus viridiflavus Coker & Beers ex Klofac 2010
- Aureoboletus viscidipes (Hongo) G. Wu & Zhu L. Yang 2016
- Aureoboletus viscosus (C.S. Bi & Loh) G. Wu & Zhu L. Yang 2016
- Aureoboletus yunnanensis G. Wu & Zhu L. Yang 2016
- Aureoboletus zangii X.F. Shi & P.G. Liu 2013

Wykaz gatunków i nazwy naukowe na podstawie Index Fungorum. Nazwy polskie na podstawie ustaleń Komisji do Spraw Polskiego Nazewnictwa Grzybów.